# Arzén von Cserépy
Eugen Arzén von Cserépy (* 17. Juli 1882 in Budapest, Österreich-Ungarn; † 1958 in Budapest, Ungarn) war ein ungarischer Filmregisseur und Filmproduzent.

## Leben
Cserépy stammte aus der Autobranche und war seit Anfang der 1910er Jahre im Filmgeschäft tätig. Sein Nachruhm beruht vor allem auf der von seiner in Berlin ansässigen Produktionsfirma Cserépy-Film Co. GmbH für die UFA begonnenen Reihe der Fridericus-Rex-Filme über den preußischen König Friedrich II. Seine vier 1920–22 gedrehten Fridericus-Filme mit Otto Gebühr in der Titelrolle zählten zu den erfolgreichsten, aber auch umstrittensten deutschen Filmproduktionen der 1920er Jahre. An der im September 1923 gegründeten Cserépy Film AG war er selbst nicht als Aktionär beteiligt, sondern lediglich Mitglied des Aufsichtsrats.
Von 1925 bis 1928 hielt er sich in Hollywood und New York auf, ohne dass es ihm gelang, dort ein Filmprojekt zu realisieren. Nach seiner Rückkehr nach Deutschland gründete er die Produktionsfirmen Cserépy-Filmgesellschaft mbH (1928) und Panzer Film GmbH (1931). Zum 1. Januar 1932 trat Cserépy in die NSDAP ein (Mitgliedsnummer 893.704).
Einige Male wurde er als Konrad Wieder gelistet. Unter diesem Pseudonym veröffentlichte Cserépy auch 1915 den Zukunftskriegsroman Der Teutone, der einen impliziten Friedensappell enthielt.
Das Filmmuseum Potsdam besitzt den Nachlass von Arzen von Cserépy. Daraus wurden im Jahr 2001 Arbeitsmaterialien, Korrespondenzen, persönliche Unterlagen und Fotos in einer Ausstellung präsentiert.

## Filmografie (Auswahl)
- 1915: Der ewige Friede. Ein Ausgestoßener, 2. Teil
- 1916: Ein Blatt Papier
- 1916: Nirwâna
- 1916: Seltsame Köpfe
- 1916: Die Dame mit der Maske
- 1917: E, der scharlachrote Buchstabe
- 1917: Wer weiß?
- 1917: Die Glaswand
- 1918: Colomba
- 1918: Madame d’Ora
- 1918: Das Land der Sehnsucht
- 1918: Die Rose von Dschiandur
- 1919: Nach dem Gesetz
- 1919: Das Ende vom Liede
- 1919: Die Schreckensnacht im Irrenhaus Ivoy
- 1919: Ballskandal
- 1919: Darwin. Die Abstammung des Menschen vom Affen
- 1919: Maria Magdalene
- 1920: Katharina die Große
- 1920: Das Mädchen aus der Ackerstraße. 1. Teil
- 1920: Graf Sylvains Rache
- 1921: Loge Nr. 11
- 1922: Fridericus Rex, vier Teile: Vater und Sohn, Sturm und Drang, Schicksalswende, Sanssouci
- 1922: Betrogene Betrüger
- 1923: Alt-Heidelberg
- 1924: Windstärke 9
- 1931: Douaumont
- 1932: Marschall Vorwärts
- 1933: Der Choral von Leuthen
- 1934: Ein Mädchen mit Prokura
- 1935: Nur nicht weich werden, Susanne!
- 1940: Szeressük egymást
- 1940: A Gorodi fogoly
- 1940: Földindulás
- 1940: Hazafelé

## Bibliographie
- Der Teutone: Kriegsroman. C. F. Müller, Leipzig 1915.
- Nach 100 Jahren. 1916.[9]
- Dolores. 1916.[9]